# Hannah și surorile ei
Hannah și surorile ei (în engleză Hannah and Her Sisters) este un film american de gen comedie-dramă din 1986, regizat de Woody Allen după propriul scenariu. Filmul relatează poveștile împletite ale unei familii extinse pe durata a doi ani, care încep și se încheie cu o cină în familie de Ziua Recunoștinței. Rolurile principale sunt interpretate de Woody Allen, Mia Farrow în rolul lui Hannah, Michael Caine în rolul soțului ei, Barbara Hershey și Dianne Wiest în rolurile surorilor ei.
Distribuția filmului îi include și pe Carrie Fisher, Maureen O'Sullivan, Lloyd Nolan, Max von Sydow și Julie Kavner. Daniel Stern, Richard Jenkins, Fred Melamed, Lewis Black, Joanna Gleason, John Turturro și Julia Louis-Dreyfus au roluri minore, precum și Tony Roberts și Sam Waterston, care apar în propriile roluri fără a fi trecuți în distribuție. Mai mulți dintre copiii lui Farrow, inclusiv preadolescentul Soon-Yi Previn, au roluri creditate sau necreditate, în special ca figuranți la masa de Ziua Recunoștinței.
Filmul a fost pentru o lungă perioadă de timp cel mai mare succes de box office al lui Allen, fără ajustarea în funcție de inflație, cu încasări brute în America de Nord de 41 milioane de dolari. În urma ajustării în funcție de inflație, el se află după Annie Hall și Manhattan și, posibil, și după una sau două dintre comediile sale timpurii. Hannah și surorile ei a câștigat Premiul Oscar pentru cel mai bun actor în rol secundar și Premiul Oscar pentru cea mai bună actriță în rol secundar, fiind primul film care a câștigat aceste două premii de la filmul Julia din 1977, cu nouă ani mai înainte. Midnight in Paris a depășit recent Hannah și surorile ei la box office.

## Rezumat
Povestea este relatată în trei linii principale de acțiune, aproape toate dintre ele petrecându-se pe o perioadă de 24 de luni care începe și se termină cu petrecerile de Ziua Recunoștinței găzduite de Hannah (Mia Farrow) și de soțul ei, Elliot (Michael Caine). Hannah servește ca element de legătură al narațiunii; povestea ei ca o actriță de succes (un succes recent ca Nora în A Doll's House) este oarecum secundară, dar cele mai multe dintre evenimentele din film sunt relaționate cu persoana sa.
O poveste de dragoste adulteră între Elliot și una dintre surorile lui Hannah, Lee (Barbara Hershey), reprezintă principala poveste romantică a filmului. Elliot o atribuie nemulțumirii față de auto-suficiența soției sale și resentimentelor față de puterea ei emoțională. Lee a trăit timp de cinci ani cu un artist izolat, Frederick (Max von Sydow), care este mult mai în vârstă. Ea găsește că relația ei cu Frederick nu o mai stimulează intelectual sau sexual, în ciuda (sau poate din cauza) interesului declarat al lui Frederick de continua să o învețe. Ea îl părăsește pe Frederick, mai mult spre durerea lui, după ce descoperă (prin intuiție) relația ei cu Elliot. În anul cuprins între prima și a doua masă de Ziua Recunoștinței, Elliot și Lee își continuă aventura lor, în ciuda incapacității persistente a lui Elliot de a-și încheia căsătoria cu Hannah. Lee renunță la relație la cea de-a doua masă de Ziua Recunoștinței, explicând că ea a renunțat să mai aștepte și a început să se întâlnească cu altcineva.
Mickey (Woody Allen), atât în calitate de fostul soț al lui Hannah, cât și ca viitorul soț al lui Holly, este văzut în principal în scene din afara poveștii primare. Toate scenele care au loc în afara perioadei de 24 luni a poveștii primare implică flashback-uri din căsătoria anteroară a lui Mickey cu Hannah, lupta lui Hannah și Mickey cu infertilitatea acestuia, rolul său ulterior de tată surogat pentru copiii lui Hannah și prima sa întâlnire cu sora lui Hannah, Holly (Dianne Wiest). În afară de aceste scene de flashback, Mickey este descris în perioada poveștii principale ca luptând cu ipohondria, conflictele sale profesionale și de creație în industria de televiziune și o criză existențială, care duce la experimente nesatisfăcătoare de convertire religioasă la catolicism și un interes pentru credința Hare Krishna. În cele din urmă, o tentativă de suicid nereușită îl conduce la găsirea sensului vieții sale, după vizualizarea în mod neașteptat a filmului Supa de rață al fraților Marx (este prezentată o parte din secvența declarației "bucuroase" de război) într-un cinematograf. Revelația că oamenii ar trebui să se bucure de viață, mai degrabă înțeleasă, îl ajută să se pregătească pentru o a doua întâlnire cu Holly, care culminează rapid (și mai ales în afara ecranului) într-o poveste de dragoste și apoi în căsătorie.
Povestea lui Holly este a treia linie principală de acțiune a filmului. O fostă dependentă de cocaină, care este fost descris ca cea mai nesigură și mai puțin talentată dintre cele trei surori, ea este o actriță fără succes, care-și schimbă frecvent aspirația de carieră, în scopul de a găsi succesul. După ce împrumută bani de la Hannah, ea începe o afacere de catering cu April, o prietenă și colegă actriță. Hannah și April sfârșesc ca rivale la audiții pentru muzicaluri de pe Broadway, precum și pentru afecțiunea unui arhitect de care sunt ambele atrase (Sam Waterston). Holly abandonează activitatea de catering, după eșuarea poveștii de dragoste cu arhitectul și decide să încerce să devină scriitoare. Schimbarea de carieră o obligă din nou să împrumute bani de la Hannah. Ea scrie un scenariu inspirat de Hannah și Elliot, care o tulbură foarte mult pe Hannah. Este sugerat faptul că o mare parte din scenariu implică detalii personale ale căsătoriei lui Hannah cu Elliot, care au ajuns la Holly prin Lee (fiind transmise mai întâi de Elliot). Deși acest lucru amenință să expună relație dintre Elliot și Lee, Elliot refuză curând să dezvăluie orice astfel de detalii. Holly pune apoi deoparte scenariul, din cauza obiecțiilor lui Hannah, și scrie o poveste inspirată de propria ei viață, pe care Mickey o citește și o admiră foarte mult, promițând să o ajute să o publice și ducând la a doua întâlnire.
O linie de acțiune minoră din film relatează povestea Normei și a lui Evan (interpretați de Maureen O'Sullivan, mama reală a Miei Farrow, și Lloyd Nolan, care au jucat împreună în Never Too Late cu 20 de ani înainte). Ei sunt părinții lui Hannah și a surorilor ei și încă își continuau cariera lor. Căsătoria lor tumultuoasă se învârte în jurul alcoolismului Normei și a relațiilor ei presupuse, dar, cu toate acestea, legătura pe termen lung dintre ei este evidentă în anecdotele lui Evan despre cochetăria Normei în timp ce cântă la pian la msesle de Ziua Recunoștinței.
Până în momentul celei de-a treia mese de Ziua Recunoștinței, Lee s-a căsătorit cu cineva care s-a întâlnit în timp ce studia la Columbia, în timp ce Hannah și Elliot s-au împăcat. Scena finală a filmului arată că Holly s-a căsătorit acum cu Mickey și că ea este gravidă.
O parte din structura și fundalul filmului este împrumutat de la Fanny and Alexander a lui Ingmar Bergman. În ambele filme, o familie mare se adună pentru celebrări care au loc în trei ani consecutivi (Ziua Recunoștinței în filmul lui Allen, Crăciunul în cel al lui Bergman). Prima din fiecare adunare este într-o perioadă de mulțumire, a doua într-o perioadă de necaz și a treia arată ceea ce se întâmplă după rezolvarea problemelor. Apariția bruscă a reflecției lui Mickey în spatele lui Holly din scena de închidere este paralelă cu apariția fantomei episcopului în spatele lui Alexander.

## Distribuție
| - Mia Farrow - Hannah - Barbara Hershey - Lee - Dianne Wiest - Holly - Michael Caine - Elliot - Woody Allen - Mickey Sachs - Carrie Fisher - April - Maureen O'Sullivan - Norma - Lloyd Nolan - Evan - Max von Sydow - Frederick - Daniel Stern - Dusty - Julie Kavner - Gail | - Fred Melamed - Dr. Grey - Joanna Gleason - Carol - Bobby Short - el-însuși - Lewis Black - Paul - Julia Louis-Dreyfus - Mary - Christian Clemenson - Larry - J. T. Walsh - Ed Smythe - John Turturro - scriitorul - Rusty Magee - Ron - Sam Waterston - David |

## Recepție

### Box office
Hannah și surorile ei a fost lansat la 7 februarie 1986 în 54 de cinematografe, unde a adus încasări de 1.265.826 $ (23.441 $ pe sală) în primul weekend. Când a fost relansat la 761 de cinematografe la 14 martie, el a obținut încasări de 2.707.966 $ (3.809 $ pe sală). Totuși, filmul a adus încasări totale de 40.084.041 de dolari și rămâne unul dintre filmele lui Woody Allen cu cele mai mari încasări.
Filmul a fost proiectat în afara competiției la Festivalul de Film de la Cannes din 1986. 

### Recepție critică
Hannah și surorile ei a primit șapte nominalizări la Premiile Oscar inclusiv pentru cel mai bun film. Woody Allen a primit două nominalizări la premiul Oscar, câștigând unul pentru cel mai bun scenariu original și fiind nominalizat la premiul pentru cel mai bun regizor. Munca sa la acest film a fost, de asemenea, recunoscută prin câștigarea a două premii BAFTA.
Michael Caine și Dianne Wiest au câștigat premiile Oscar pentru cel mai bun actor în rol secundar și cea mai bună actriță în rol secundar, pentru interpretările personajelor Elliot și respectiv Holly. Hannah și surorile ei a fost ultimul film care a câștigat ambele premii pentru actori în rol secundar până la The Fighter în 2011. Filmul a fost nominalizat și la premiile Oscar pentru cele mai bune decoruri și cel mai bun montaj.
În Franța, filmul a fost nominalizat la Premiul César pentru cel mai bun film străin.
Criticii Siskel și Ebert au plasat filmul în topul celor mai bune trei filme ale anului 1986; recenzia lui Ebert din 1986 l-a numit "cel mai bun film pe care [Woody Allen] l-a făcut vreodată". Vincent Canby de la New York Times i-a dat filmului o recenzie foarte favorabilă, mergând până la a spune că acesta "stabilește noi standarde pentru domnul Allen, precum și pentru toți producătorii americani de film". 
Institutul American de Film (AFI) a nominalizat acest film pentru lista din 1997 a celor mai bune 100 de filme, lista celor mai comice 100 de filme și lista celor mai bune 100 de povești de dragoste.